# Thuần Thành
Thuần Thành là một xã thuộc huyện Thái Thụy, tỉnh Thái Bình, Việt Nam.
Tên của xã được ghép từ tên của hai xã cũ là Thái Thuần và Thái Thành.

## Địa lý
Xã Thuần Thành nằm ở phía nam huyện Thái Thụy, có vị trí địa lý:
- Phía đông giáp các xã Tân Học, Thái Thịnh và Thái Thọ
- Phía tây giáp huyện Kiến Xương và xã Thái Phúc
- Phía nam giáp huyện Kiến Xương
- Phía bắc giáp xã Dương Hồng Thủy và xã Thái Hưng.

Xã Thuần Thành có diện tích 12,42 km², dân số năm 2019 là 7.181 người, mật độ dân số đạt 578 người/km².

## Lịch sử
Địa bàn xã Thuần Thành hiện nay trước đây vốn là hai xã Thái Thuần và Thái Thành thuộc huyện Thái Thụy.
Trước khi sáp nhập, xã Thái Thành có diện tích 7,27 km², dân số là 3.840 người, mật độ dân số đạt 528 người/km², có 6 thôn: Nghĩa Phong, Liên Khê, Thanh Xuân, Phúc Tân, Tuân Nghĩa, Đồng Nhân. Xã Thái Thuần có diện tích 5,15 km², dân số là 3.341 người, mật độ dân số đạt 649 người/km², có 3 thôn: Đồng Kinh, Vị Nguyên, Linh Thanh.
Ngày 11 tháng 2 năm 2020, Ủy ban Thường vụ Quốc hội ban hành Nghị quyết số 892/NQ-UBTVQH14 về việc sắp xếp các đơn vị hành chính cấp xã thuộc tỉnh Thái Bình (nghị quyết có hiệu lực từ ngày 1 tháng 3 năm 2020). Theo đó, sáp nhập toàn bộ diện tích và dân số của hai xã Thái Thuần và Thái Thành thành xã Thuần Thành.